# Continentaal Europa

Continentaal Europa (discutabel)

Continentaal Europa of het Europese vasteland houdt het continent van Europa in, exclusief de (grotere) eilanden en soms ook de schiereilanden.
De term wordt vooral in Groot-Brittannië gebruikt om zichzelf van de rest van Europa te onderscheiden.